# Sanguszko Fedkowicz

Wappen der Familie Sanguszko

Sanguszko Fedkowicz (polnisch Sanguszko Fedkowicz, russisch Сангушко Федорович) (* unbekannt; † nach 1454) war Fürst von Ratno (seit 1433) im Großfürstentum Litauen und Begründer der Dynastie der Sanguszko.

## Leben
Sanguszko war ein Sohn des Fürsten Fiodoras von Ratne und Enkel des litauischen Großfürsten Algirdas. Sein Geburtsjahr ist nicht bekannt.
1432 wurde Sanguszko erstmals erwähnt, als er vom neuen Großfürsten Sigismund von Litauen das Gebiet um Koscher bestätigt bekam. 1433 wurde die Herrschaft über Ratne und Umgebung vom polnischen König Władysław III. bestätigt. Zu seinem Herrschaftsgebiet gehörten in dieser Zeit wahrscheinlich Kowel und Ljuboml.
1437 erschien er auf der Seite des Opponenten von Sigismund Švitrigaila, 1438 wurde er von diesem als „mein treuer Fürst Sanguschko“ bezeichnet und mit einem Gebiet in Sewerien bestätigt.
1440 erschienen die „Fürsten Sanguschkowitschi“ mit anderen Fürsten und Adligen beim neuen Großfürsten Kasimir IV. Jagiełło in Vilnius.
In Folge seines Seitenwechsels zu Švitrigaila hatte er offensichtlich die Herrschaft Ratne verloren, denn
1441 musste er Ratno zurückerobern, das unter der Herrschaft eines königlichen Burggrafen gestanden hatte. 1441 wurde Koscher vom König konfisziert.
1443 wurden Sanguszko Ratne und Umgebung von Kasimir wieder als Herrschaftsgebiet bestätigt.
1454 erschien er ein letztes Mal in einer Urkunde seines Neffen Simeon.
Nach seinem Tod wurde sein Herrschaftsgebiet unter den Söhnen aufgeteilt in die Herrschaften Ratno, Koscher und Kowel.

## Nachkommen
Sanguszko war verheiratet mit Hanna († vor 1475) und mit der Witwe von Andrej Wolotowitsch von Sinjatsch.
Söhne
von Hanna
- Wasyl († nach 1476), Fürst von Ratno (1455 – um 1475), Regent von Braclaw und Winniza (1443–1445)
- Iwan († um 1470/75), Fürst von Koscher (1455 – um 1475)
- Aleksander († nach 1491), Fürst von Koscher (um 1475 – nach 1491), Starost von Wladimir-Wolynskij und Kremenez

von der zweiten Ehefrau
- Michał († nach 1511), Fürst von Kowel (nach 1455 – nach 1511)